# Nicolas Leblanc
Nicolas Leblanc — nascut a Ivoy-le-Pré, Cher, el 6 de desembre de 1742 i traspassat a Saint-Denis (Sena Saint-Denis), el 16 de gener o el 16 de febrer de 1806— fou un químic i metge francès famós per haver dissenyat un mètode per a la fabricació de carbonat de sodi a partir de la sal marina, conegut com a procés Leblanc, que marcà el començament de la indústria química.
Leblanc va perdre el seu pare a l'edat dels nou anys i anà a viure amb un amic de la família que era metge. Sota la seva influència s'interessà per la medicina i l'any 1759 anà a París per estudiar cirurgia al Col·legi de Cirurgians. L'any 1780 entrà al servei del duc d'Orleans, Lluís Felip II, el qual subvencionà les seves investigacions sobre l'obtenció de carbonat de sodi que li permeté, l'any 1791, muntar una fàbrica a Saint-Denis (Sena Saint-Denis) per a la producció d'aquesta substància.
L'any 1781 la Académie des Sciences oferí un premi a la persona que dissenyàs un procés per a l'obtenció de carbonat de sodi (Na₂CO₃) a partir de la sal marina. Segons les investigacions del científic francès Henri-Louis Duhamel du Monceau (1700-1782) a la sal marina hi havia una part de carbonat de sodi i era possible la seva extracció. En aquell temps França tenia la necessitat d'aconseguir carbonat de sodi imprescindible pel funcionament de les fàbriques de sabó, de vidre, de paper, de tintes… i que havia de comprar a altres països, especialment a Espanya, aproximadament en uns dos terços de les seves necessitats. La resta s'obtenia a partir de les cendres de plantes, la qual cosa va incrementar la desforestació de França en el segle xviii.
Durant anys no es va presentar cap projecte i s'hagué d'incrementar el valor del premi. Finalment l'any 1789 Nicolas Leblanc guanyà el premi i aconseguí una patent per a la seva fabricació l'any 1791. La seva innovació fou que fabricà carbonat de sodi a partir d'altres substàncies: clorur de sodi, NaCl, àcid sulfúric, H₂SO₄, carbó, C, i carbonat de calci, CaCO₃, i no realitzà una extracció del carbonat de sodi que hi ha a la sal marina. Aquest procés, anomenat procés Leblanc, fou perfeccionat després de la mort de Leblanc i s'emprà fins a finals del segle xix quan fou substituït pel procés Solvay.
L'any 1793 morí guillotinat el duc d'Orléans i la planta de tractament fou confiscada pel govern revolucionari, per a posar-la a disposició de les necessitats militars. L'any 1800 el govern retornà la fàbrica a Leblanc, però no fou capaç d'administrar-la adequadament i va fer fallida perquè ja havien aparegut d'altres processos i degut, també, a la baixa qualitat del producte obtingut que tenia una mala olor causada per la contaminació per àcid sulfhídric, SH₂. Leblanc se suïcidà el 1806.